# Sodexo
Sodexo (tidigare Sodexho), som började som en cateringfirma grundad i Marseille i Frankrike 1966, är ett multinationellt serviceföretag med verksamhet i över 80 länder världen runt. Företaget erbjuder tjänster inom måltider, lokalvård och liknande supporttjänster.

## Sodexo i världen
Företaget grundades av Pierre Bellon och Remi Baudin 1966 för att bemanna personalrestauranger, skolor och sjukhus med serveringspersonal. Namnet Sodexho kommer från franskans Societé d'Exploitation Hotelière (svenska, ung: Hotellserviceföretaget).
Under 1970-talet expanderade företaget både i Frankrike och internationellt. Först Belgien och sedan följt av Afrika och Mellanöstern. Under dessa expansioner så utökades verksamheten med service till avlägsna platser som till exempel oljeplattformar. 
Företaget börsnoterades 1983 på Parisbörsen och därefter expanderade man till Nordamerika, Sydamerika, Japan, Sydafrika och Ryssland.
Mellan åren 1995 och 2001 gick man ihop med ett antal andra företag som Partena i Sverige men också Gardner Merchant, Sogeres, Wood Dining Services och Universal Ogden Services.
2002 introduceras företaget på New York-börsen.
2008 bytte företaget namn till Sodexo.

## Sodexo i Sverige
Sodexo utvecklar, leder och levererar tjänster till företag, institutioner och offentlig sektor i Sverige och i Norden. Företaget erbjuder reception, säkerhet, städning och hjälpmedelsservice till måltidstjänster, måltidskuponger och facility management. Med verksamhet i Sverige, Finland, Norge och Danmark omsätter Sodexo i Norden 7,5 miljarder kronor och har 11 000 anställda.
1916 startar företaget SARA restaurangverksamhet och 1944 startar städföretaget Städcentralen. Båda företagen köps sedan upp 1988 av Procordia.
1992 bildas företaget Partena av Procordias serviceinriktade verksamhet. Detta är företaget som sedan köps upp av Sodexho Alliance 1995.
2008 tas h bort i företagsnamnet (Sodexho blir Sodexo) och Alliance försvinner som begrepp.
2013 uppmärksammades Sodexo i TV4 efter att tre fluglarver hittats i maten på Adolf Fredriks musikskola.
I juli 2013 utsåg Unionen Sodexo till årets HBT-vänligaste arbetsplats, ett pris som delas ut varje år av Styrgruppen för Unionens HBT-samverkansgrupp.
3 mars 2015, Veckans affärer utser Sodexo AB:s VD Azita Shariati till Näringslivets mäktigaste kvinna.